# Palazzo della Provincia (Sassari)
Il palazzo della Provincia di Sassari (chiamato anche palazzo Sciuti) è la sede storica della Provincia e della Prefettura in città, situato nella centrale Piazza d'Italia. 

## Storia
All'indomani dell'unità d'Italia le istituzioni cittadine, quali Provincia, Comune e Prefettura, erano costrette alla convivenza negli angusti locali di teatro civico, palazzo d'Usini e palazzo Ducale. Nel 1872, stanziando la considerevole somma di 600 000 lire, si decise di costruire un nuovo palazzo decoroso, nello stile accademico tardo neoclassico.
L'area scelta fu il lato nord-orientale di piazza d'Italia, allora una vasta distesa di terra battuta dell'estensione di un ettaro. 
L'incarico per la progettazione del palazzo era stato assegnato all'ingegnere Giovanni Borgnini, il quale pretese di essere affiancato dall'ingegnere Eugenio Sironi, padre di Mario Sironi. I lavori furono eseguiti dalla ditta Gianuario Mura, mentre gli infissi e gli arredi furono realizzati dalle ditte Fratelli Clemente, Filippo Dasala e Angelo Tola. La prima pietra venne posta il 18 ottobre 1873, e dopo soli cinque anni l'edificio venne inaugurato nel 1878, sebbene gli affreschi vennero terminati solo nel 1882 e l'orologio civico a coronamento della facciata, della Regia Fabbrica Nazionale di Orologeria e meccanismi di precisione P. Granaglia & C. di Torino, entrò in funzione il 10 luglio 1880.
Il costo totale arrivò a 1 100 000 lire.

## Il palazzo
Il palazzo occupa un intero isolato ed è composto di 265 ambienti che occupano una superficie di 4 456 metri quadrati divisi in 265 ambienti, un cortile d'onore porticato e due di servizio, più un grande giardino.
Al palazzo si accede in un grande atrio (dove su un muro sono esposte le lapidi dei caduti nella grande guerra); passato l'atrio si accede a un corridoio che confina con il cortile porticato e sui lati longitudinali distribuisce alcune sale, lo scalone di rappresentanza e le altre due scale di collegamento al piano nobile.
Le sale e gli uffici, sono interamente tappezzate e i pavimenti in parquet. 
Nel piano nobile, con volte alte 6,30 m., ci sono sette sale di rappresentanza che si affacciano sulla piazza d'Italia: la sala della presidenza, un salotto-anticamera, la sala della giunta, la sala del consiglio (Sala Sciuti), un salotto, la sala da ballo, la camera del re e quella della regina. Quest’ultima fu allestita in occasione della visita della regina Margherita e del re Umberto, nell’aprile del 1899.

## La facciata principale
L'edificio, improntato sugli stili accademici tardo neoclassici, presenta la facciata principale (che dà sulla piazza d'Italia) con la parte centrale scandita, nei due piani superiori, da sei semicolonne corinzie di ordine gigante. Ai lati, le ultime semicolonne sono affiancate da lesene in sottosquadro (in numero di due a sinistra e  una sola a destra), da queste, in un ulteriore arretramento, si sviluppano i corpi laterali.  

## Gli interni

### La sala Sciuti

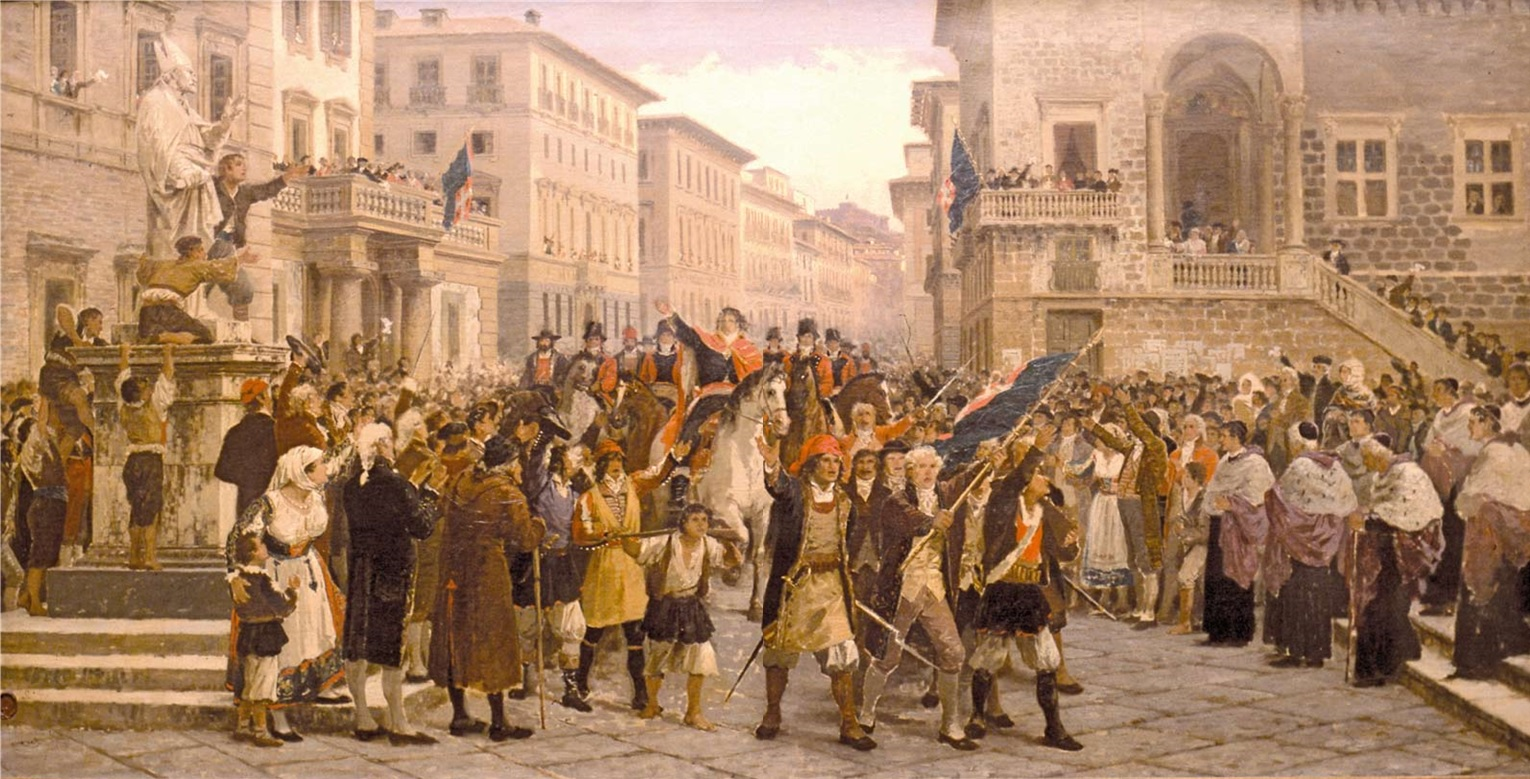
Ingresso a Sassari di Giommaria Angioy di Giuseppe Sciuti (1880)

Al piano nobile è ubicata la sala consiliare, nota anche come Sala Sciuti, con volte dell'altezza di 12,60 metri.
A metà altezza sono collocati 12 telamoni, che rappresentano i mori bendati.
Nel 1875 la Deputazione provinciale di Sassari aveva bandito un pubblico concorso per la decorazione del grande salone. L'episodio storico da rappresentare era quello dell'entrata a Sassari di Giommaria Angioy del 1796.
L'Accademia nazionale di San Luca di Roma, scelse il bozzetto del pittore siciliano Giuseppe Sciuti.
Il pittore iniziò a lavorare all'affresco dedicato all'Angioy, dopo essersi documentato attraverso la letteratura storiografica ottocentesca, e in parte attraverso la consultazione di libri illustrati. Inoltre acquistò armi e costumi antichi, e disegnò dal vivo numerosi ritratti che inserì nell'affresco, come popolani e contadini sassaresi.
Quando agli inizi del 1880 Sciuti finisce di dipingere l'affresco, il Consiglio provinciale gli affida l'incarico di affrescare anche la parete di fondo della gran sala. Il soggetto prescelto stavolta era La Proclamazione della Repubblica Sassarese. 
L'artista, con un'invenzione ideale, nell'affresco rappresenta gli Anziani del Comune, il Podestà e il Consiglio Maggiore, riuniti nell'antico Palazzo di Città, mentre ascoltano gli ambasciatori sassaresi leggere i termini della convenzione firmata il 24 marzo 1294 tra il Comune di Sassari e la Repubblica di Genova. La convenzione in cui i  sassaresi giuravano obbedienza al Comune di Genova, ma in cambio si statuiva l'autonomia comunale della città turritana, attraverso l'acquisizione della possibilità di scrivere i propri statuti e ordinamenti. L'affresco fu terminato nel luglio 1881.  
Inoltre sugli angoli e sulle pareti laterali, sono rappresentati alcuni personaggi fra i quali Eleonora d'Arborea e Amsicora.  
Nell’affresco della volta, che occupa una superficie di circa 90 metri quadrati, è rappresentata L’allegoria della Patria.  
Le opere dello Sciuti, di gusto storicistico, furono il primo esempio in Sardegna di un grande ciclo pittorico civile.
Il pavimento del salone è in marmo colorato ed intarsiato e sono presenti raffinati caminetti in marmo. 

### Le altre sale di rappresentanza
Le altre sale del piano nobile sono decorate dai pittori Giovanni Dancardi e Davide Dechiffer.
Nel 1983 il pittore Aligi Sassu aveva donato alla città di Sassari il grande affresco, riportato su tela Il mito di Prometeo che, attualmente campeggia su una delle pareti del grande scalone all'interno del palazzo.

## La piazza d'Italia
Nel 1899 al centro della Piazza d'Italia, in asse all'ingresso del palazzo, fu collocato il monumento del re Vittorio Emanuele II d'Italia, realizzato dallo scultore piemontese Giuseppe Sartorio. Nel 1923 l'aspetto scenografico sul piano inclinato della piazza venne parzialmente attenuato dalla realizzazione della prospiciente scalinata. Il palazzo della Provincia, insieme ad altri importanti monumenti architettonici nazionali, figura nella ventinovesima pagina del passaporto italiano.